# Закон підвищення ступеня ідеальності
Закон (принцип) збільшення ступеня ідеальності (Г. В. Лейбніца), або «ефект  чеширського кота» ( Льюїса Керролла) — гармонійність відносин між частинами системи історико-еволюційно зростає (система може зберігати функції при мінімізації розмірів — кіт, танучи з хвоста, вже зник, а його усмішку ще видно). Загальносистемний принцип, який вказує на те, що людство, перетворюючись на глобальну геологічну силу, неминуче має консолідувати свої сили, перейти від  конфронтації до співпраці (що дає перехід від екстенсивного розвитку до інтенсивного зростання якості). У техніці цей принцип зумовлює тенденцію до  мініатюризації габаритів пристроїв із збереженням (і розвитком) їхньої функціональної значущості. Приклад з природи — генетичний код складений всього чотирма елементами, але дає практично невичерпне  різноманіття.
Цей принцип практично не має винятків, будь-то відносини типу хижак — жертва чи господар — паразит, морфолого-фізіологічна кореляція органів у тварин, взаємовідносини держав у світовому співтоваристві.

## Ресурси Інтернету
- Законы экологии  [Архівовано 29 квітня 2014 у Wayback Machine.]